# Thereianthus spicatus
Thereianthus spicatus är en irisväxtart som först beskrevs av Carl von Linné, och fick sitt nu gällande namn av Gwendoline Joyce Lewis. Thereianthus spicatus ingår i släktet Thereianthus och familjen irisväxter.

## Underarter
Arten delas in i följande underarter:
- T. s. linearifolius
- T. s. spicatus